# Empire Earth 2
Empire Earth 2 ist der offizielle Nachfolger von Empire Earth und der zweite Teil innerhalb der Empire-Earth-Reihe. Mit Empire Earth 3 existiert ein direkter Nachfolger. Es wurde von Mad Doc Software entwickelt und wurde 2005 von Sierra Entertainment und veröffentlicht. 2006 erschien die Erweiterung Empire Earth 2: The Art of Supremacy und noch im selben Jahr Empire Earth 2: Platinum, welche Hauptspiel mit Erweiterung kombinierte. 2008 wurden die offiziellen Mehrspieler-Server von Sierra abgeschaltet nachdem diese mit Activision fusionierten. Die Rechte gingen zunächst an Vivendi Universal und wurden 2009 von Rebellion erworben. Die Wiederveröffentlichung bei GOG.com erfolgte durch Sold Out Software.

## Spielprinzip
Das Spielgeschehen wird aus der Vogelperspektive betrachtet. Der Spieler steuert ein Volk, das verschiedene Epochen durchläuft: Steinzeit, Kupferzeit, Bronzezeit, Dunkle Jahrhunderte, Mittelalter, Renaissance, Imperialismus, Aufklärung Industriezeitalter, Neuzeit, Atomzeitalter, Informationszeitalter, genetisch Ära und synthetische Ära. Militäreinheiten sind dabei den Vorgängerepochen überlegen. Für den Aufstieg müssen Rohstoffe durch Arbeiter abgebaut und vom Spieler in neue Einheiten, Gebäude und Forschung investiert werden. Zu den Basisrohstoffen zählen Lebensmittel, Holz, Gold und Stein. Spezielle Rohstoffe sind nur in einigen Epochen verfügbar. Hierzu zählen Zinn, Eisen, Kalisalpeter, Erdöl und Uran. Erforschbare Technologien wirken sich auf das Militär oder die Wirtschaft im Sinne der Rohstoffbeschaffung und Kostenreduktion. Imperiale Technologien verbessern Spezialeinheiten, von denen jede Zivilisation einzigartige besitzt. Jede Zivilisation besitzt Spezialfähigkeiten, die aufgeladen werden müssen. Zu den westlichen Zivilisationen zählen die Nordamerikaner, Briten, Deutsche, Griechen und die Römer. Die Zivilisationen des Nahen Ostens sind die Babylonier, Ägypter und die Türken. Die fernöstlichen Zivilisationen sind China, Japan, Korea. Schließlich sind die mesoamerikanischen Zivilisationen die Azteken, Inkas und die Mayas.

## Rezeption
Das Spiel sei sehr konservativ entwickelt. Alle Elemente seien sehr Genre-konform. Das Beobachtungsfenster sei eine gute neue Idee ebenso wie die Territorien und Ressourcenmanagement. Im Vergleich mit denen im selben Jahr erschienen Act of War und Earth 2160 könne es jedoch nicht mithalten. Es wirke veraltet insbesondere aufgrund der Aufmachung. Umso unverständlicher seien die hohen Anforderungen an die Hardware. Kritisiert werden müsse auch die weniger gute Wegfindung, trocken präsentierte Handlung, ungünstige Kameraperspektive. Der Umfang sei beachtlich. Die Schlachtplan-Funktion sei gleichauf mit Command & Conquer: Generäle. Die Lernkurve sei steil und der Schwierigkeitsgrad sehr hoch bei einem allgemein sehr hektischen Spielgefühl. Das Spiel sei überfüllt mit Aufgaben für den Spieler. Für Fans des Genres böte sich ein packender Mehrspielermodus. Empire Earth II sei stark an Rise of Nations angelehnt, könne aber dessen Qualität nicht erreichen. Interessante Funktionen wie etwa Straßen werden im Spiel eigentlich nicht benötigt. Die Steuerung sei einfach und die Benutzeroberfläche durchdacht. Es sei eher durchschnittlich im Vergleich mit Genregrößen wie Dawn of War, Schlacht um Mittelerde oder Rome: Total War.